# John Rayner
John Desmond Rayner CBE (geboren 30. Mai 1924 in Berlin; gestorben 19. September 2005 in London; eigentlich Hans Sigismund Rahmer) war ein deutsch-britischer Rabbiner des Liberalen Judentums.

## Leben
Hans Sigismund Rahmer wurde mit den Nürnberger Gesetzen ab 1935 der normale Schulbesuch in Berlin verwehrt. 1939 schickten seine Eltern, Ferdinand Rahmer und Charlotte Landshut, die säkulare Juden waren, ihn mit einem Kindertransport aus dem nationalsozialistischen Deutschland nach England,  ihnen selbst gelang die Ausreise nicht, sie wurden Opfer des Holocaust.
Rahmer lebte in einer liberal eingestellten anglikanischen Pfarrersfamilie und besuchte die Schule in Durham. Danach nahm er einen neuen Namen an und wurde von 1943 bis 1947 Soldat in der British Army, die er im Rang eines Captains verließ. Im Oktober 1947 begann Rayner mit einem Stipendium versehen ein Studium der neuen Sprachen, der Philosophie und des Hebräischen am Emmanuel College in Cambridge, dessen erste Stufe er 1950 mit dem Bachelor abschloss. Schon während seines Studiums wirkte er als Rabbiner.  Rayner erhielt am 21. Juni 1953 die Ordination und wurde zunächst in der Gemeinde der „South London Liberal Synagogue“ in Streatham beschäftigt, die sich als Gemeinde des liberalen Judentums verstand. In dieser Gemeinde waren die Beschneidung und Bar Mitzwa nicht vorgeschrieben und sie regelte auch nicht die Verheiratung oder Fragen des Alltagsgestaltung, wie Haartracht und Bekleidung. Seit 1955 war er mit Jane Priscilla Heilbronn verheiratet, mit der er drei Kinder hatte. Im Jahr 1957 wechselte er als Hilfsrabbi an die „St John's Wood Liberal Synagogue“ und wurde dort 1961 Hauptrabbiner. 1963 nahm er sich für zwei Jahre ein Sabbatical zum Aufbaustudium am Hebrew Union College in Cincinnati. Danach war er wieder bis 1989 in seiner Gemeinde in London tätig. Er wurde Vorsitzender der „Union of Liberal and Progressive Synagogues“ im United Kingdom und Abgesandter für die World Union for Progressive Judaism. Das Leo Baeck College entwickelte sich unter seinem Einfluss seit 1961, seit 1969 als Vizepräsident, zu einer reputablen Ausbildungsstätte für Rabbiner, an der er auch Liturgie und rabbinische Literatur lehrte. Das College ernannte ihn schließlich noch zum Ehrenpräsidenten.
Rayner beschränkte seine liberale Haltung nicht auf die Synagoge, sondern er wirkte auch im politischen Leben Großbritanniens. So trat er der Conservative Party und ihrem Schattenminister Enoch Powell öffentlich entgegen, als diese am 20. April 1968 eine rassistisch begründete Einwanderungspolitik verlangte und dafür großen Zuspruch erhielt. Er setzte sich, auch in der Öffentlichkeit, mit dem orthodoxen Judentum und dessen britischen Vorsitzenden Jonathan Sacks auseinander.
Rayner war der Verfasser zweier liberaler Gebetbücher. Seine Schriften umfassen Themen der jüdischen Lebensführung, des Zionismus und des jüdisch-christlichen Dialogs. Rayner trat auch öffentlichkeitswirksam in Rundfunk und Fernsehen auf.
1993 wurde er zum Commander of the Order of the British Empire erhoben. Das Abraham Geiger Kolleg ernannte ihn 2000 zum Kuratoriumsmitglied und später zum Ehrensenator.

## Schriften (Auswahl)
- The Practices of Liberal Judaism. Union of Liberal & Progressive Synagogues, London 1958.
- Liberales Judentum in heutiger Zeit. Vortrag. Vereinigung für religiös-liberales Judentum, Bern 1961.
- Guide to Jewish Marriage. Union of Liberal & Progressive Synagogues, London 1975.
- Judaism for Today. An Ancient Faith with a Modern Message. Union of Liberal & Progressive Synagogues, London 1978, ISBN 0-354-04351-X.
- mit David J. Goldberg: The Jewish people. Their history and their religion. Viking u. a., Harmondsworth u. a. 1987, ISBN 0-670-81219-6.
- An Understanding of Judaism. Berghahn Books, Providence RI u. a. 1997, ISBN 1-57181-971-1.
- Jewish Religious Law. A Progressive Perspective (= Progressive Judaism Today. Bd. 3). Berghahn, Providence RI u. a. 1998, ISBN 1-57181-976-2.
- A Jewish Understanding of the World. Berghahn Books, Providence RI u. a. 1998, ISBN 1-57181-973-8.
- Principles of Jewish Ethics. From a progressive point of view. New Jewish initiative for social justice, London 1998.
- Signposts to the Messianic Age. Sermons and Lectures. Vallentine Mitchell, London u. a. 2006, ISBN 0-85303-703-5.